# Петър Петров (изобретател)
Вижте пояснителната страница за други личности с името Петър Петров.
Петър Димитров Петров (на английски: Peter Petroff) (1919 – 2003) е български инженер, завършил в Германия. Живее в чужбина след дипломирането си и взема участие в различни проекти. Установява се в Хънтсвил, Алабама в САЩ, участва в космически и военни проекти и става известен като американски изобретател.

## Живот в България
Роден е в село Брестовица на 21 октомври 1919 г. Баща му Димитър Петров е бил свещеник. Майка му се е казвала Василия. Петър има две сестри: Венче Кючукова от Бургас и д-р Радка Сидоу от Кинг оф Праша, окръг Монтгомъри, Пенсилвания.
Записва се да следва в Семинарията, но се отказва през 1939 г. за да се запише във Френския чуждестранен легион.Заловен е от германските войски, защитавайки Линията „Мажино“ през 1940 г. Изпратен е в германски военнопленнически лагер в Полша. Освободен, през март 1941 г. се връща в България и постъпва в българската армия. Служи в гвардейската рота, отговаряща и за охраната на Борис III.
След преврата през 1944 г., опасявайки се от репресии, емигрира в Германия. Има смъртна присъда от Народния съд, отменена след 1989 г.

## Живот в чужбина

### Германия
Дипломира се през 1947 г. корабостроене, машинно и строително инженерство в Дармщатския и втори път в Щутгартския университет с диплома по електрическо инженерство.
Успоредно с основните си дейности, Петров се занимава със своята страст – корабна архитектура, като през целия си живот помага в проектирането и строежа на над 60 съда.
Прави опит да напусне Германия. След неуспешен опит да достигне Южна Африка е заловен от британския флот и е изпратен обратно в Германия. По онова време се жени за Хелън Филипс – негова съпруга в продължение на 52 години, от която има 3 сина.

### Канада и Индокитай
През 1951 г. заминава за Торонто. Там участва в проекти за изграждането на американските военновъздушни бази при Гуус Бей, Лабрадор и при Туле, Гренландия.
През 1956 г. отива в Индокитай, където е ангажиран в строежите на мостове и електрически централи. По-късно, на собственоръчно проектиран 65 футов катамаран, се отправя към гр. Мелбърн в щата Флорида, САЩ.

### Съединени щати
Взима участие в космическите проекти, финансирани от предшественика на „Харис Корпорейшън“ (Harris Corporation). Помага за разработката на първия метеорологичен „Нимбус“ (Nimbus) и първия комуникационен спътник „Телстар“ (Telstar). През 1959 г. организира звено от компанията за работа с полупроводници. За да бъде назначен към секретните тогава проекти преминава през 30 интервюта, тестове и съответни проучвания.
През 1963 г. се премества в Хънтсвил. Тогава е извикан от Вернер фон Браун, за участие в проекта на нова ракета към Сатурн, за програмата „Аполо“ на НАСА, финансирана от „Боинг“ и „Нортроп“ (Northrop).
През 1968 г. основава „Кеър Електрикс“ (Care Electrics). Използва познанията си от технологичните проекти на НАСА за разработката на първия в света безжичен сърдечен монитор. Година по-късно, като част от екипа на Джон Гърси в Хамилтън Уоч Къмпани, помага за изобретяването на първия цифров ръчен часовник, наречен „Пулсар“ (Pulsar). Моделът се е продавал по онова време за сумата от 2100 щатски долара, а един от първите все още е на изложение в Смитсоновия институт.
През 1975 г. Петров заедно със сина си основава „Ей Ди Ес Инвайърънментъл Сървисиз“ (ADS Environmental Services), производител на компютризирана апаратура за измерване на замърсявания. Проектът за такава апаратура е бил продиктуван от необходимостта от множество измервания на нивата на различни замърсители във водоемите на големите градове – процес, отнемал много дни и човешки ресурси. Компанията е основана в гаража на Петър Петров с първоначална инвестиция от семейни спестявания 13 000 щатски долара, но по-късно се превръща в гигант с 50 млн. щатски долара годишен доход. ADS е продадена през 1989 г. на шведски инвеститор. Получената сума от продажбата (3 млн $) е внесена в нова компания "Тайм Домейн Корпорейшън", занимваща се производство на чипове за свръхшироколентови сигнали с крайно ниски мощности на спектрална плътност. Оттегля се от компанията през 1995 г и остава само консултант до 2002 г.
Следвайки своите интереси в корабоплаването, той модернизира лодката-катамаран „Джемини II“. Тази лодка е послужила за основа на успешен световен рекорд за бързина във вода – Лий Тейлър – езерото Гюнтерсвил 1967 г.
Умира в Хънтсвил, Алабама на 27 февруари 2003 г.

## Изобретения
Считан е за един от най-продуктивните изобретатели през втората половина на XX век. Сред изобретенията му са първият дигитален ръчен часовник, първата компютризирана система за измерване на замърсявания, телеметрични устройства за метеорологични и комуникационни сателити, както и множество други апарати и авторски методи.
Той е носител на многобройни признания и награди. Морският нос Петров на остров Брабант в Антарктика е наименуван в чест на Петър Петров.

## Семейство
Петър Петров е женен за Хелън Филипс, има трима синове Алън, Ралф и Марк.